# Max-David Briese
Max-David Briese (* 1. Dezember 2003) ist ein deutscher Radsportler, der Rennen auf Bahn, Straße und im Cyclocross bestreitet.

## Sportlicher Werdegang
Seit 2012 ist Max-David Briese als Radsportler aktiv. In diesem Jahr gewann er im Alter von neun Jahren auf Rügen sein erstes Radrennen auf der Straße, 2014 wurde er Schüler-Meister von Mecklenburg-Vorpommern im Omnium. In den folgenden Jahren startete er erfolgreich auf Straße und Bahn bei mehreren Rennen in seinem Bundesland, ebenso im Cyclocross. 2017 wurde er vierfacher Schülermeister des Landes auf der Bahn sowie zweifacher auf der Straße, 2018 errang er fünf Titel auf der Bahn. 2021 wurde er in Köln zweifacher deutscher Jugend-Meister im Sprint und im Zeitfahren auf der Bahn.
2021 startete Briese bei den Junioren-Bahnweltmeisterschaften in Kairo, wurde Zwölfter im Zeitfahren und 15. im Sprint. Bei den Junioren-Europameisterschaften im selben Jahr belegte er Rang neun im Keirin. Im Januar 2025 gehörte er zu einer Gruppe von sechs deutschen Radsportlern, die von einem 89-jährigen Autofahrer umgefahren wurden; dabei erlitt er eine Gehirnerschütterung sowie Schnitt- und Schürfwunden.
Bei den deutschen Bahnmeisterschaften 2025 wurde Briese mit Tim Torn Teutenberg, Tobias Müller, Lucas Liß und Ben Felix Jochum deutscher Meister in der Mannschaftsverfolgung.

## Erfolge

### Bahn
2021
- Deutscher Junioren-Meister – Sprint, Zeitfahren

2025
- Deutscher Meister – Mannschaftsverfolgung (mit Tim Torn Teutenberg, Tobias Müller, Lucas Liß und Ben Felix Jochum)
- U23-Europameisterschaft – Mannschaftsverfolgung (mit Moritz Binder, Benjamin Boos, Bruno Keßler und Ben Felix Jochum)